# غنداب (أشترينان)
غنداب (بالفارسية: گنداب) هي مستوطنة تقع في إيران في قسم أشترینان الريفي. يقدر عدد سكانها بـ 25 نسمة .